# Закон гиперболического роста численности населения Земли

Динамика численности населения мира, в миллиардах человек, 10000 год до н. э. — 2000 год н. э.

Закон гиперболического роста численности населения Земли — эмпирический закон, открытый Хайнцем фон Фёрстером, который заключается в том, что численность населения Земли в течение нескольких тысячелетий росла гиперболическим образом. В опубликованной Фёрстером с соавторами статье отмечалось, что гиперболический рост возможен, только если человечество выступает «как единый игрок», то есть при условии той или иной формы сотрудничества всех людей на Земле. Большинство авторов объясняют гиперболический рост совместным интеллектуальным развитием человечества. При этом многие (С. Кузнец, Дж. Саймон, М. Кремер, С. В. Цирель, А. В. Коротаев и др.) основным фактором считают развитие технологий. А. В. Подлазов выделяет жизнесберегающие технологии, под которыми понимаются не только способы производства, но «вообще любые знания и навыки, которые могут быть использованы для спасения человека от смерти или продления его жизни». С. П. Капица и ряд других авторов причиной роста называет накопление знаний, информации вообще.

## Границы действия закона
Согласно статистическим данным, закон гиперболического роста прекратил действие в 1960—1970 годах. С 1989 года стали снижаться и абсолютные темпы прироста численности населения мира, так что сейчас нельзя уже говорить даже о линейном росте численности. По модели французского медика Жана-Ноэля Бирабена предел роста составит 10—12 млрд человек, большинство других моделей предполагает довольно близкие уровни стабилизации численности населения мира. Довольно правдоподобными представляются и сценарии снижения численности населения Земли после достижения ею своего максимального значения.
Относительно начала действия гиперболического закона высказывались различные точки зрения. В работе Хайнца фон Фёрстера было показано, что закон гиперболического роста действует с начала нашей эры. Астрофизик Себастьян фон Хорнер полагал, что гиперболический закон действовал на всём протяжении существования человечества. С. П. Капица, исходя из разработанной им модели, вычислил дату начала действия закона как 1,6 млн лет тому назад. Другие авторы обычно ограничиваются периодом, за который имеются более или менее достоверные эмпирические оценки, например 40 или 10 тысяч лет.
Хотя общий гиперболический характер демографической динамики не вызывает сомнений, тщательный анализ эмпирических данных показывает, что параметры гиперболы не были постоянными. В частности, перед началом нашей эры (V—I тысячелетие до н. э.) темп роста был выше, чем в дальнейшем. Существенное изменение параметров в I тысячелетии нашей эры замаскировано взрывным ростом численности населения в последние столетия, в сравнении с которым все перипетии предшествующей истории выглядят незначительными.

## Математические формулировки
Закон получил своё название потому, что динамика роста населения Земли приближённо соответствует гиперболе — математической кривой второго порядка:
{\displaystyle N(t)={\frac {C}{t_{0}-t}}.}
Здесь {\displaystyle N(t)} — население мира в год {\displaystyle t}, {\displaystyle t_{0}} — так называемая сингулярность, момент времени, когда население мира стало бы бесконечным, если бы продолжался гиперболический рост (2025 год, согласно расчётам фон Хорнера), {\displaystyle C} — константа, у фон Хорнера 200 млрд человеко-лет. Наиболее наглядно гиперболический рост проявляется через удвоения: каждое следующее удвоение численности человечества происходило примерно в два раза быстрее, чем предыдущее. Особенно четко это можно наблюдать в интервале 1650—1970 годов.
Закон может также быть представлен в дифференциальной форме:
{\displaystyle {\frac {dN}{dt}}={\frac {N^{2}}{C}},}
то есть скорость роста численности пропорциональна квадрату текущей численности. Поскольку этим уравнениям соответствует неограниченный рост в точке сингулярности, ряд авторов, начиная с М. Кремера и С. П. Капицы, строит модели, описывающие отход от этой особенности, фактически идущий с 1960—1970 годов.

## Технологическое обоснование гиперболического роста
М. Кремер предложил строгое математическое обоснование гиперболического роста, основанное на предположениях, что численность населения пропорциональна уровню технологического развития, а темп технологического развития, в свою очередь, зависит от числа «изобретателей», которое пропорционально численности населения. Большинство моделей роста численности человечества, разработанных в последнее время, основано на уравнении Кремера (например и др.). Особенно выделяется модель Коротаева — Малкова — Халтуриной, также включающая уравнение Кремера. Не претендуя на описание всей демографической истории человечества, она очень хорошо описывает динамику роста на этапах 5 тыс. лет до н. э. — 500 год н. э. и 500—2025 (прогноз) годы.
В теории С. Кузнеца — М. Кремера вызывает критику буквальное понимание, что на каждую тысячу людей в любую эпоху приходится якобы постоянное число «стандартных изобретателей», с неизменной эффективностью совершенствующих технологии. В частности, в связи с тем, что «фактически бо́льшая часть изобретений получена в отдельных, часто небольших, странах в особые эпохи (античная Греция, Суньский Китай, Италия эпохи Возрождения, Англия времён промышленной революции и др.), а огромные регионы мира изобретали очень мало» (С. В. Цирель).

## Жизнесберегающие технологии
Выделение жизнесберегающих технологий, предложенное А. В. Подлазовым, имеет тот смысл, что навыки и знания, способствующие выживанию людей, распространяются наиболее быстро. Во времена, когда человечество было разделено труднопреодолимыми расстояниями и сношения между народами не имели регулярного характера, лишь такие, наиболее актуальные для всех сведения могли распространяться с достаточной для того времени скоростью. А. В. Подлазов также разработал модель, очень хорошо описывающую динамику роста численности человечества.

## Накопление информации
В работах С. П. Капицы обоснована независимость развития человечества от наличных ресурсов. На основе этого положения выдвигается принцип демографического императива, как самодостаточности демографии в описании истории человечества. При этом ведущее значение в кооперативном нелинейном механизме развития придается информационному взаимодействию больших групп людей. Именно накоплением информации в процессе такого взаимодействия может быть объяснен гиперболический рост численности человечества. Информация имеет более фундаментальный характер, чем технологический уровень, и отличается от него цельностью: любая информация может быть востребована для создания новых технологий, тогда как нельзя описать состояние человечества, ограничиваясь используемыми технологиями.
По мнению Капицы, человечество находится вблизи точки перегиба кривой роста численности, приходящейся примерно на 2005 год. После прохождения этой точки предполагалось замедление, симметричное эпохе гиперболического роста. Работы Капицы критикуют за излишний физикализм.
Накопление информации и связанный с ним гиперболический рост видового разнообразия отмечался также до последнего времени (до вмешательства человека) и в биосфере.
Широко дискутируется мнение, что дальнейшее развитие цивилизации будет связано именно с ростом объёма информации в человеко-машинном супермозге (коинтеллекте, синергетическом интеллекте), возможно, на основе Интернета. Человек может войти в супермозг просто как пользователь Интернета, либо совершенствуя свою биологическую природу, как киборг.